# Wakouwa
|  |

Le wakouwa est un jouet en bois articulé créé par le Suisse Walther Kourt Walss (1889-1969), d'où le nom « Wa-Kou-Wa », en conservant les premières lettres.
Le jouet est aussi appelé « Wackelfigur » ou « Drückfigur » en allemand, « Push Puppet » en anglais, ou encore familièrement « Wakou » dans certains pays.
Il est composé de deux parties. Un socle contenant un bouton poussoir avec un ressort et une figurine qui se désarticule au rythme des pressions sur le socle. On peut ainsi animer la figurine et lui donner vie, par exemple lui faire hocher la tête, la coucher, la relever d'un seul coup, etc.

## Description
Walther Kourt Walss a créé les premiers wakouwas dès 1932. Il en envoyait en Angleterre à un de ses amis qui tenait une boutique de jouets. Avec la Seconde Guerre mondiale, les échanges se sont arrêtés. Ils ont semble-t-il repris à partir de 1945.
Walther Kourt Walss a aussi créé d'autres jeux dont une sorte de jeu de l'oie.
Les figurines des Wakouwas représentent généralement des animaux et des personnages, parfois des objets, des fleurs, des constructions ou tout autres créatures.
Ils sont presque tous en bois mais certains modèles en plastique existent. Les bois sont peints et vernis mais très rarement naturel (sauf quelques modèles autrichiens caractéristiques avec leur base carrée).
Il est évoqué dans le 314e des 480 souvenirs cités par Georges Perec dans Je me souviens.